# Cancan
Pour les articles homonymes, voir Cancan (homonymie).

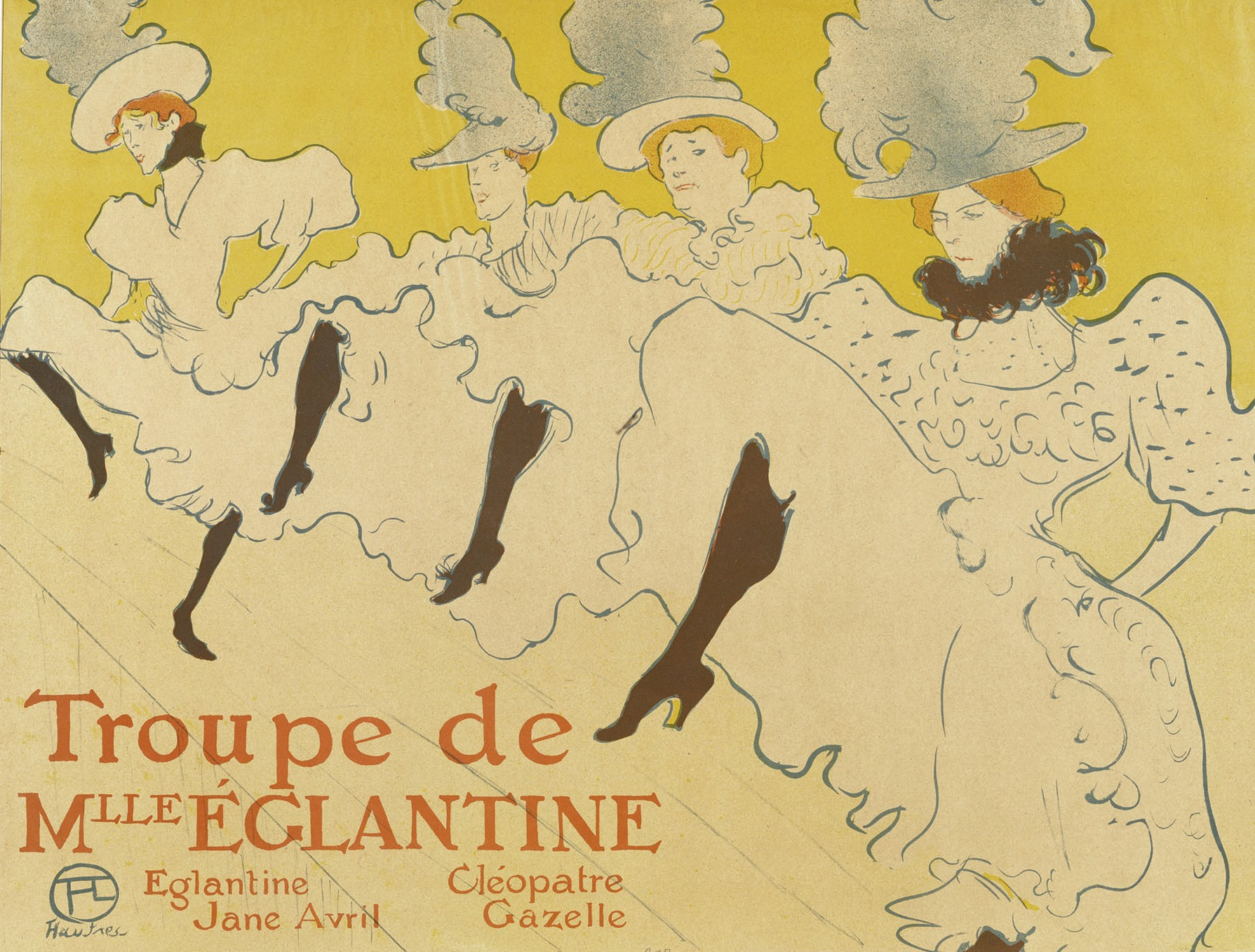
Henri de Toulouse-Lautrec, Troupe de Mlle Églantine (1895).

Dernière figure du quadrille, le cancan, ou coincoin, est une danse française, un galop, exécutée en couple, dans les bals et cabarets, inventée au début du XIXe siècle, qui apparut d'abord sous le nom de « chahut » ou « chahut-cancan ». Elle faisait partie des danses très mal vues par les autorités et les défenseurs de la morale traditionnelle. À l'époque, les femmes portaient sous leurs jupons des culottes fendues. Par la suite, on a dérivé du cancan une forme touristique et très édulcorée, baptisée French cancan, que les femmes dansent en rang, face au public, en portant des culottes fermées.

## Origines

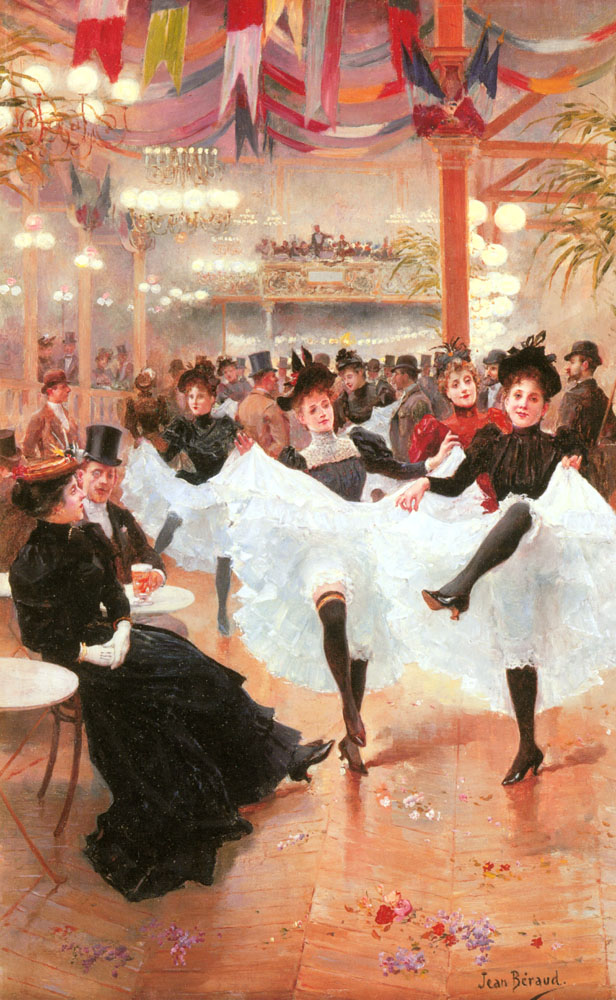
Le Café de Paris, par Jean Béraud

Comme nombre de danses populaires ses origines sont obscures. Plusieurs sont donc possibles :
- « Ce fut vers 1822 que les jeunes gens qui se rendaient à La Chaumière..., commencèrent à danser ce que l'on appela d'abord le chahut et ensuite le cancan. Le cancan néglige, dédaigne, repousse tout ce qui pourrait rappeler le pas, la règle, la régularité de la tenue ; c'est encore, c'est surtout le dégingandage des danseurs et des danseuses. Le crayon de Gavarni peut plus facilement en fournir l'image que la plume en donner l'idée.

Comment de l'état de prohibition policière, de proscription sociale où il resta pendant dix ans, le cancan put-il passer à l'état public, toléré, avoué, recherché même, où il est aujourd'hui ? Comment la police a-t-elle pu permettre de l'exécuter sur les théâtres secondaires ? C'est qu'en 1830, une révolution s'était accomplie, et que, comme toutes les choses de son temps, le cancan s'était trouvé mêlé à la politique. Chahuter n'était-ce pas encore pour les étudiants et les commis faire de l'opposition au pouvoir ? »
- Le Dictionnaire de la danse de Desrat[2] fait remonter l'origine du cancan à l'année 1830. Il en donne la définition suivante : « On a donné ce nom à une sorte de danse épileptique ou de delirium tremens ; qui est à la danse proprement dite ce que l'argot est à la langue française ».

- « Cancan, espèce de danse ainsi nommée, soit parce que les exécutants imitaient la démarche et le cri de l'oie, soit par suite du bruit qu'ils faisaient » est la définition que donne Francisque Michel en 1856[3].

- Une autre version donne pour origine au cancan également appelé coincoin la danse pratiquée dans leurs fêtes par les blanchisseuses de Montmartre, introduite ensuite vers 1840 par Philippe Musard au bal de l'Opéra, célèbre bal du Carnaval de Paris.

## Interprètes

### Danseurs
À Paris en 1850, Céleste Mogador, danseuse vedette du Bal Mabille, invente une nouvelle danse, le quadrille naturaliste. Vers 1885, la danseuse-chorégraphe Grille d'Égout ouvre un premier cours de cancan à Montmartre.
La Goulue le crée dans ses règles modernisées. Nini Patte-en-l'air, après 1894, l'enseigne. Parmi les danseuses de cancan les plus connues, Jane Avril et La Goulue sont passées à la postérité grâce au peintre Henri de Toulouse-Lautrec.
Pour les hommes, on ne peut que citer : Valentin le Désossé, danseur et contorsionniste français célèbre (également immortalisé par Toulouse-Lautrec). Il se produisit au Tivoli-Vauxhall de Paris avant de devenir maître de ballet au Valentino, au Bal Mabille puis à l'Élysée-Montmartre. Il passa au Bal de la Reine blanche, puis au Moulin Rouge où il fut le partenaire de la Goulue de 1890 à 1895.

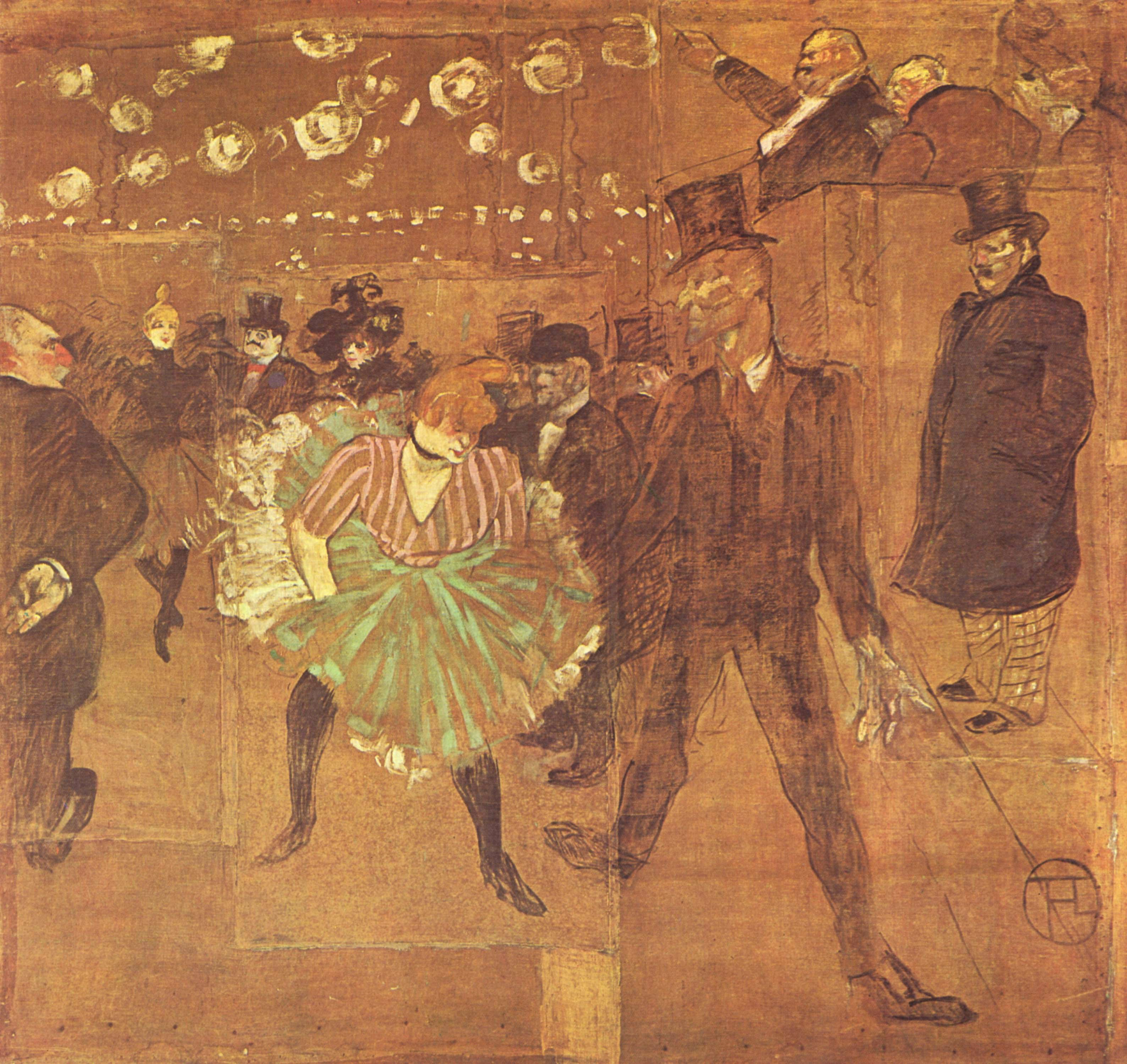
Toulouse-Lautrec, Bal au Moulin Rouge
(La Goulue et Valentin le Désossé), 1895.

### Musiciens
Outre plus tard Franz Lehar, si le compositeur Jacques Offenbach écrivit ses œuvres (à la réputation vivace et légère) à cette même époque, les cancans qu'on veut lui attribuer ne sont que des détournements de ses morceaux. Le cas le plus célèbre est celui du galop infernal, issu de son Orphée aux Enfers, que les arrangeurs se permettent souvent de renommer French cancan. Ils le font de manière abusive, car le French cancan (fabrication touristique d'origine anglaise, concoctée à partir du cancan original), n'existait pas quand Offenbach composait. Il est aussi l'auteur de musiques de danses de bals, qui ne sont plus jouées depuis très longtemps. Certains airs, extraits de ses œuvres, ont également servi de thèmes pour l'écriture de quadrilles, par des compositeurs de musique festive de danses de Paris au XIXe siècle, ce qui était une pratique alors courante et acceptée.

## Règles

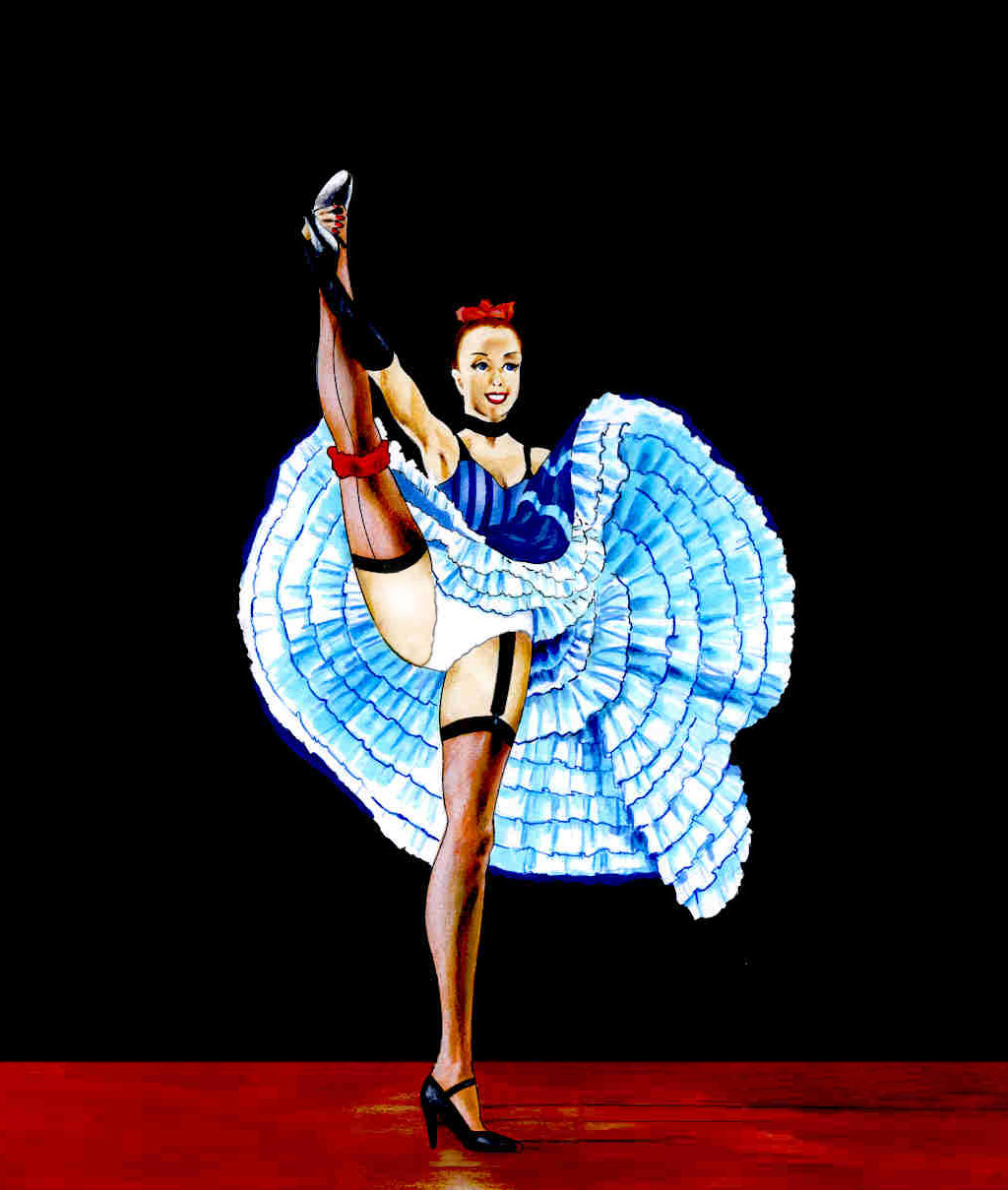
Pied en l'air.

Les règles du cancan, par le fait qu'il est issu de la culture populaire, sont assez souples suivant les danseuses. Il n'y a d'ailleurs pas d'école qui l'enseigne hormis celles de Grille d'Égout et Nini Patte-en-l'air : cela ne fait que participer à l'éparpillement des styles, des intentions.
Cependant, les figures principales s'installent durablement. On peut ainsi citer celles dont le nom est issu du vocabulaire militaire : le port d'armes, la mitraillette, l'assaut, le pas de charge, ou des jeux enfantins : le saute-mouton, les petits chiens, etc.
L'ensemble reste d'ailleurs uniforme : une danse exclusivement féminine, basée sur le célèbre pas, cuisse remontée et jambe vers le bas, dessiné sur l'affiche ci-contre.
Tout le monde peut pratiquer le cancan à condition d'avoir une certaine souplesse.

## L'image du cancan

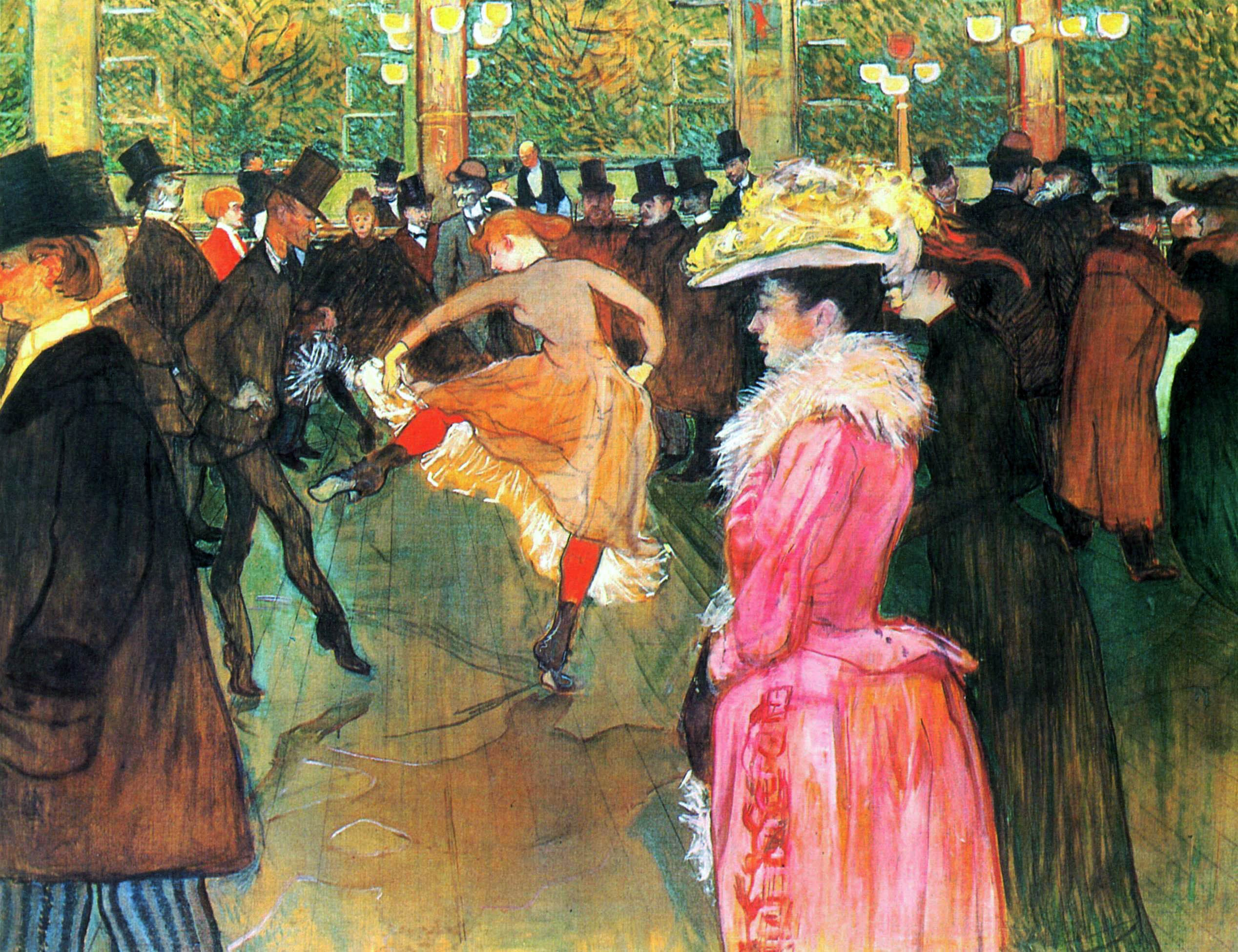
Le Moulin Rouge peint par Toulouse-Lautrec.

Le cancan cristallise l'image d'une société parisienne frivole et canaille, proche de celle décrite caricaturalement dans La Vie parisienne d'Offenbach. Sur une scène, des femmes montrent leurs dessous, soulèvent leurs dentelles : la provocation mêlée de complicité fait fureur.
Les bas noirs, jarretelles et frou-frou prennent des surnoms très imagés et largement connotés sexuellement. Le cancan peut être vu par certains comme symbolisant une première ébauche de libération sexuelle et d'émancipation de la femme, qui est cette fois-ci celle qui séduit. Il peut aussi être vu par d'autres comme un simple aspect annexe et spectaculaire de la prostitution. Quantité de caricatures et textes du XIXe siècle soulignent souvent de manière appuyée le caractère vénal des femmes qui participent aux bals du Carnaval de Paris. Certes, celles qui étaient émancipées pouvaient être considérées de façon péjorative comme des prostituées mais la prostitution était certainement également présente dans les bals.

Le Guide des plaisirs de Paris de 1898, quant à lui, donne cette description des danseuses : 
« Une armée de jeunes filles qui sont là pour danser ce divin chahut parisien, comme sa réputation l'exige […] avec une élasticité lorsqu'elles lancent leur jambe en l'air qui nous laisse présager d'une souplesse morale au moins égale. »
L'artiste français Henri de Toulouse-Lautrec peignit plusieurs tableaux et un grand nombre d'affiches de cancan et de danseurs. D'autres peintres ont traité le cancan, comme Georges Seurat, Georges Rouault, et Pablo Picasso.

### Postérité
Depuis ses débuts, la popularité de cette danse ne s'est pas démentie, de la Russie aux Amériques. En Amérique du Nord, elle est surtout interprétée par les artistes de cirque ou dans le cadre de carnavals. Elle est aussi couramment jouée dans les fêtes d'anniversaires et de remises de diplômes, non pas sous sa forme originelle, mais sous une forme très pudique.
En Amérique du Sud, elle est très populaire au Brésil, où elle a évolué sous forme de street dance.
- Elle est interprétée sur scène, dans la revue Paris Merveilles, au Lido de Paris, comme dans d'autres cabarets parisiens.

- En musique, plusieurs compositeurs intégrèrent le cancan dans leurs œuvres, comme Franz Lehár dans La Veuve joyeuse (1905), ou encore Cole Porter dans sa comédie musicale Can-Can (1954), dont s'est inspiré Walter Lang pour son film Can-Can (1960).

- Au cinéma, en 2007 : dans le morceau Pirate Fight, on trouve une reprise du Galop infernal (Offenbach's Infernal Gallop) dans Stardust de Matthew Vaughn.

### Cinéma
- L'Atlantide, de Georg Wilhelm Pabst, avec Florelle (1932)[6]
- Moulin Rouge, de John Huston (1952)[6]

- French Cancan, de Jean Renoir (1955) avec Jean Gabin et Françoise Arnoul
- Can-Can, de Walter Lang (1960) avec Frank Sinatra, Shirley MacLaine, Maurice Chevalier et Louis Jourdan
- Moulin Rouge, de Baz Luhrmann (2001)
- Minuit à Paris, de Woody Allen (2011)